# Svetlana Pankratova
Pour les articles homonymes, voir Pankratova.
Svetlana Pankratova (née le 29 avril 1971 à Volgograd, Russie) est une mannequin russe, et, selon le Livre Guinness des records, la femme possédant les plus longues jambes au monde : 132 centimètres. Elle n'est pas la plus grande femme du monde, mais elle mesure exactement 1,96 mètre et chausse du 46.
Pour promouvoir le Livre Guinness des records d'édition 2009, Svetlana Pankratova est allée le 16 septembre 2008 à Londres au Trafalgar Square, pour faire des photos avec le plus petit homme du monde, He Pingping, avant sa mort en mars 2010.
Elle a fait du basket-ball de 1992 à 1995 à l'université américaine Virginia Commonwealth, (Richmond (Virginie)). Elle était une joueuse déterminante pour l'équipe. Elle a décroché trois records qui existent toujours aujourd'hui :
- N°1 - Tirs contrés dans une carrière, 1992-1995 (176)
- N°1 - Tirs contrés de la saison, 1994-1995 (75)
- N°8 - Paniers marqués (hors lancés-franc), 1994-1995 (178)